# CYP19A1
Ароматаза або CYP19A1 (англ. Cytochrome P450 family 19 subfamily A member 1) – білок, який кодується однойменним геном, розташованим у людей на короткому плечі 15-ї хромосоми. Це фермент відповідальний за ключовий етап у синтезі естрогенів. Довжина поліпептидного ланцюга білка становить 503 амінокислот, а молекулярна маса — 57 883.
| 10         |  | 20         |  | 30         |  | 40         |  | 50         |
| ---------- |  | ---------- |  | ---------- |  | ---------- |  | ---------- |
| MVLEMLNPIH |  | YNITSIVPEA |  | MPAATMPVLL |  | LTGLFLLVWN |  | YEGTSSIPGP |
| GYCMGIGPLI |  | SHGRFLWMGI |  | GSACNYYNRV |  | YGEFMRVWIS |  | GEETLIISKS |
| SSMFHIMKHN |  | HYSSRFGSKL |  | GLQCIGMHEK |  | GIIFNNNPEL |  | WKTTRPFFMK |
| ALSGPGLVRM |  | VTVCAESLKT |  | HLDRLEEVTN |  | ESGYVDVLTL |  | LRRVMLDTSN |
| TLFLRIPLDE |  | SAIVVKIQGY |  | FDAWQALLIK |  | PDIFFKISWL |  | YKKYEKSVKD |
| LKDAIEVLIA |  | EKRRRISTEE |  | KLEECMDFAT |  | ELILAEKRGD |  | LTRENVNQCI |
| LEMLIAAPDT |  | MSVSLFFMLF |  | LIAKHPNVEE |  | AIIKEIQTVI |  | GERDIKIDDI |
| QKLKVMENFI |  | YESMRYQPVV |  | DLVMRKALED |  | DVIDGYPVKK |  | GTNIILNIGR |
| MHRLEFFPKP |  | NEFTLENFAK |  | NVPYRYFQPF |  | GFGPRGCAGK |  | YIAMVMMKAI |
| LVTLLRRFHV |  | KTLQGQCVES |  | IQKIHDLSLH |  | PDETKNMLEM |  | IFTPRNSDRC |
| LEH        |  |            |  |            |  |            |  |            |

A: Аланін

C: Цистеїн

D: Аспарагінова кислота

E: Глутамінова кислота

F: Фенілаланін

G: Гліцин

H: Гістидин

I: Ізолейцин

K: Лізин

L: Лейцин

M: Метіонін

N: Аспарагін

P: Пролін

Q: Глутамін

R: Аргінін

S: Серин

T: Треонін

V: Валін

W: Триптофан

Кодований геном білок за функцією належить до оксидоредуктаз. 
Задіяний у такому біологічному процесі, як альтернативний сплайсинг. 
Білок має сайт для зв'язування з іонами металів, іоном заліза, гемом. 
Локалізований у мембрані.